# Lügner (Rapper)

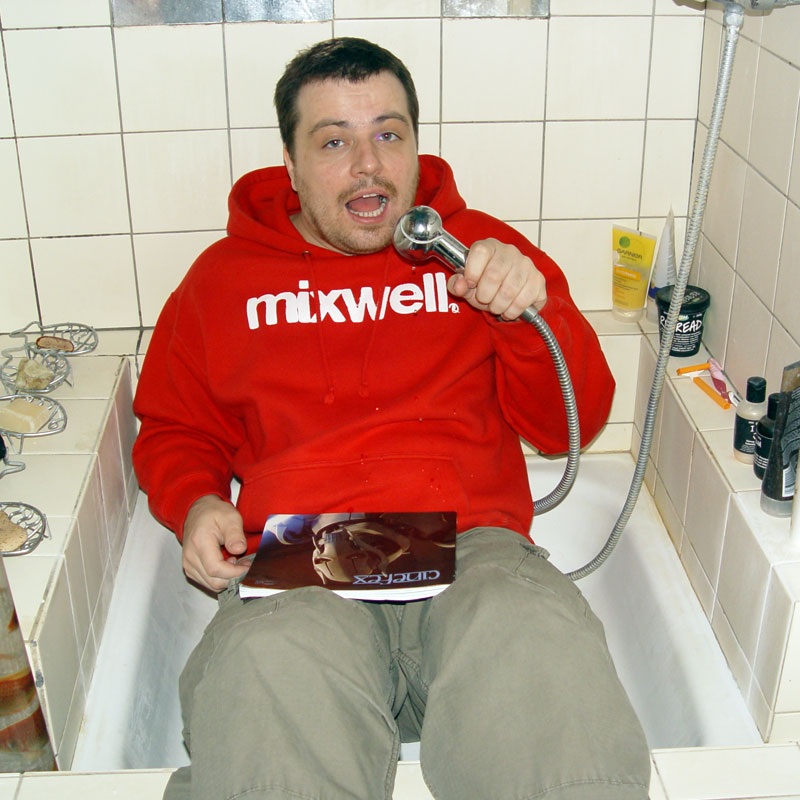
Lügner

Lügner (* 8. November 1973 in Dielsdorf; bürgerlich Sascha Rossier) ist ein Schweizer Rapper, Radiomacher und Produzent.

## Biografie
Lügner wuchs in Thalwil am Zürichsee auf und versuchte sich anfangs als Breakdancer und als Sprayer. Da diese Aktivitäten jedoch nicht die gewünschten Ergebnisse zur Folge hatten, begann er mit rappen. 1990 produzierte er zusammen mit zwei Schulkameraden erste Beats. Ein Jahr später gründete er die Formation «Mamanatua», in der Lügner auf Englisch rappte. Durch Kontakte mit Patrick «CrazeeBo» Böhler, der bereits für Bands wie NTM Suprême produzierte, konnte Lügner erstmals in professionellen Studios aufnehmen. Nach einer Demo veröffentlichte «Mamanatua» in leicht veränderter Formation 1992 die Maxi Peeping Tom, welche 1993 den «goldenen Hasen» gewann. Nach vielen Liveauftritten in den folgenden Jahren entstand die Sendung «Mamanatuas Voice», welche fortan in jeder zweiten Woche auf dem Zürcher Lokalradiosender LoRa ausgestrahlt wurde. 1994 veröffentlichte die Gruppe die zweite Maxi N'che Tempo, welche eigentlich dem Album Wuataproof entsprang, welches allerdings nie erschien, da sich Mamanatua kurz darauf trennte.
Lügner absolvierte danach eine Ausbildung zum Toningenieur. Danach baute er für eine Zürcher Firma ein Tonstudio auf und verwaltet dieses. So kam er mit zahlreichen Schweizer Rappern wie Bligg oder GleisZwei in Kontakt. So entstand 1995 die erste Zürcher Rap-Scheibe Zürislang 95, die erscht, die Lügner mit Tiisär, Bligg, DJ Cutmando und DJ CrazeeBo während einer nächtlichen Freestyle-Session aufnahm. Lügner kam zu diesem Zeitpunkt zur Entscheidung, fortan auf Schweizerdeutsch zu rappen. Kurz darauf gründete er zusammen mit Tiisär die Rapgruppe paar@ohrä. Die beiden Mitglieder gründeten 1996 die Multimedia-Produktionsfirma UUM NUPER paragraphix, in dessen Studio Lügner seine Raps von nun an aufnahm. Im selben Studio nahm auch Rennie von Sektion Kuchikäschtli seine ersten Texte auf. Für viele weitere bekannte Schweizer Rapartisten entwickelte sich das Studio zu einem Haupttreffpunkt der damaligen Zürcher Rapszene.
Der erste Song von paar@ohrä (De Waan) wurde auf dem Sampler Zürislang veröffentlicht. Zwei Jahre später veröffentlichte die Formation die LP Chrüüzwort. Anschließend unterschrieben Paar@ohrä einen Vertrag beim Label Maximum Respect. Lügner produzierte 2000 für mehrere befreundete Rapper Beats für deren Tonträger. Er war auch stark an den Produktionen der ersten Videoclips in der Schweizer Rapszene beteiligt. So war er als Produzent für Videos von Artisten wie Bligg 'n' Lexx oder Black Tiger verantwortlich. Zusammen mit Freunden produzierte Lügner später eine Demo einer Radiosendung für das Schweizer Jugendradio Virus, welcher zu dieser Zeit seine ersten Sendungen ausstrahlte. Zum Sendestart gehört Lügner ebenfalls zum Team und moderierte zusammen mit Misk die Hip-Hop-Sendung Bounce.
Mit paar@ohrä produzierte Lügner später den Soundtrack zum Schweizer Dogmafilm Usfahrt – Joy Ride. Der Soundtrack erschien als EP. 2001 erschien die Single Vogel. Der Videoclip dazu wird bei den «Most Hip-Hop Awards» als bestes Musikvideo ausgezeichnet. 2003 wurde als Vorgeschmack für das kurz darauf erschienene Album Bäck tudä Ruth die Maxi Analisation veröffentlicht. Anfang des Jahres 2003 wurden die Veröffentlichungen von paar@ohrä reduziert, das Hauptaugenmerk wurde auf die Unterstützung von Talenten aus dem Zürcher Untergrund gelegt.
Dennoch nahm die Rapgruppe am Zürcher Musikfestival m4music teil und führte dort das Programm «Unlive-Show» auf. Die für diese Show aufgenommenen Songs wurden darauf auf einer Maxi-Single veröffentlicht.
Später erhielt Lügner einen Job als Musikredaktor beim Schweizer Radio SRF 3. Auch bei anderen Medien war Lügner danach stark beteiligt.
Im Jahre 2005 folgte sein bisher einziges Solo-Album Kukelikki, zu welchem Videoclips zu den Songs Es isch de sowie Vergissimi gedreht wurden. Das Album platzierte sich auf Platz 75 der Schweizer Album-Charts.
Mit «Mach en ine» veröffentlichte er zudem einen EM-Song mit Videoclip als Vorgeschmack auf die EM 2008 in der Schweiz und Österreich.

## Stil
Mit seinen eigenen Werken als Mitglied der Zürcher Rapformation «Paar@Ohrä» (paar at ohrä: Ein paar an die Ohren) wurde er von der Neuen Zürcher Zeitung als Enkel der Zürcher Dadaismus-Tradition gefeiert: «Es sind vor allem die verschlungenen, wortspielreichen Texte, mit denen paar@ohrä die Dada-Tradition Zürichs wiederaufleben lassen und den gängigen Hip-Hop-Hörgewohnheiten eins auswischen». Am Anfang und Ende seiner Songs – manchmal auch mittendrin – werden häufig Filmausschnitte oder Dialoge eingespielt, die sich mehr oder weniger direkt auf den Inhalt des Songs beziehen oder in denen über einen «Lügner» geredet wird.

## Diskografie
- 2005: Kukelikki (Album)
- 2006: Subversiv – Im Mixer (EP)
- 2008: Mach en ine (Single)
- 2008: Ich mach feat. Anic Supasta (Freedownload-Single)
- 2012: Ü-Plus (Freedownload-Album)
- 2014: Agglo feat. Didi (Freedownload-Single)

### Mit «Güldin»
- 2007: Notstandsradio (Freedownload)
- 2007: Güldin (Album)
- 2008: Mortal Remains (Instrumental-Versionen von Güldin)

### Mit «paar@ohrä»
- 1995: Zürisläng 95, die erscht feat. Bligg (Maxi)
- 1999: Chrüüzwort (Album)
- 2000: Joyride (EP)
- 2001: Vogel (Single)
- 2002: Analisation/2x Nein (Maxi)
- 2002: Bäck Tudä Ruth (Album)
- 2003: Ekklig (Maxi)
- 2008: Brösmeli (Doppel-CD)

### Mit «Mamanatua»
- 1993: Peeping Tom (Maxi)
- 1996: N'ce Tempo (Maxi)
- 2012: Wuataproof (LP)

### Mit «The Golden»
- 2010: I Go Nowhere (Album)

### Mit «Dangergolf»
- 2014: Keep 2 Path (Album)